# Ptiloscola surrotunda
Ptiloscola surrotunda is een vlinder uit de familie nachtpauwogen (Saturniidae), onderfamilie Ceratocampinae.
De wetenschappelijke naam van de soort is voor het eerst geldig gepubliceerd door Dyar in 1925.